# نیومیلنز
نیومیلنز (به انگلیسی: Newmilns) یک شهرک در اسکاتلند است که در ایرشر شرقی واقع شده‌است. نیومیلنز ۳٬۰۵۷ نفر جمعیت دارد.